# Hardcore (film, 1979)
Pour les articles homonymes, voir Hardcore.
Pour plus de détails, voir Fiche technique et Distribution.
Hardcore est un film américain réalisé par Paul Schrader et sorti en 1979.

## Synopsis
Jake VanDorn, père célibataire de famille respectable et fervent calviniste, vivant à Grand Rapids dans le Michigan. Il voit sa vie bouleversée le jour où sa fille unique, Kristen, disparaît sans laisser de traces après un voyage, à Bellflower (Californie), parrainé par l'église. Jake engage Andy Mast, un étrange détective privé de Los Angeles pour la retrouver. Il finit par trouver un stag film 8 mm de Kristen avec deux jeunes hommes. Jake apprend alors que sa fille est utilisée dans le milieu sordide de la pornographie à petit budget. Sans plus de résultats de la part d'Andy Mast, Jake contacte la police de Los Angeles, sans plus de succès. Désespéré, il publie une publicité dans le Los Angeles Free Press en se faisant passer pour un producteur de films pornographiques, dans l'espoir de trouver des informations sur sa fille. Jake parvient à retrouver l'un des acteurs du film, Jim « Jism Jim » Sloan. Celui-ci l'envoie ensuite chez une actrice porno et prostituée occasionnelle nommée Niki. Van Dorn l'engage pour l'accompagner dans la recherche de Kristen.

## Fiche technique
Sauf indication contraire, les informations mentionnées dans cette section peuvent être confirmées par la base de données cinématographiques IMDb,  présente dans la section « Liens externes ».
- Titre original et français : Hardcore
- Réalisation et scénario : Paul Schrader
- Musique : Jack Nitzsche
- Photographie : Michael Chapman
- Montage : Tom Rolf
- Décors : Paul Sylbert
- Production : Buzz Feitshans (en)

Producteur délégué : John Milius
- Sociétés de production : Columbia Pictures et A-Team Productions
- Société de distribution : Columbia Pictures (États-Unis), Warner-Columbia Film (France)
- Pays de production :  États-Unis
- Langue originale : anglais
- Format : Couleur - Mono - 35 mm - 1.85:1
- Genre : drame, crime
- Durée : 103 minutes
- Dates de sortie :
  - États-Unis : 9 février 1979
  - France : 2 mai 1979
- Classification[1] :
  - États-Unis : R
  - France : interdit aux moins de 16 ans

## Distribution
- George C. Scott (VF : Jean Berger) : Jake VanDorn
- Peter Boyle (VF : Jacques Deschamps (acteur)) : Andy Mast
- Season Hubley (en) (VF : Maïk Darah) : Niki
- Dick Sargent (VF : Roger Rudel) : Wes DeJong
- Leonard Gaines (VF : Jacques Ferrière) : Bill Ramada
- David Nichols (VF : Marc François) : Kurt
- Larry Block (en) (VF : Yves Massard) : l'inspecteur Burrows
- Leslie Ackerman (en) (VF : Régine Blaess) : Felice
- Gary Rand Graham : Tod
- Charlotte McGinnes (VF : Annie Balestra) : Beatrice
- Ilah Davis (VF : Sylviane Margollé) : Kristen VanDorn
- Paul Marin (VF : René Bériard) : Joe VanDorn
- Karen Kruer (VF : Catherine Lafond) : Marsha DeJong
- James Helder (VF : Jean Michaud) : John VanDorn
- Dave Thompson (VF : Georges Aubert (acteur)) : Willem
- Hal Williams (VF : Manuel Dekset) : Big Dick Blaque
- Bobby Kosser (VF : Pierre Arditi) : le réalisateur du film
- Stephen P. Dunn (VF : José Luccioni (acteur)) : le caméraman
- Bibi Besch (VF : Danielle Volle) : Mary
- Tracey Walter : le caissier du sex shop
- Adam West : Oliver
- Linda Smith 'Mistress Victoria' (VF : Maryse Méryl) : Espérance (Hope en VO)
- Michael Chapman : l'homme sur la banquette au Les Girls
- Ed Begley Jr. (VF : Jean Roche) : le soldat

## Production
Paul Schrader s'inspire d'un fait réel similaire survenu quand il était étudiant dans sa ville natale de Grand Rapids dans le Michigan. Le cinéaste avoue par ailleurs avoir été influencé par La Prisonnière du désert (1956) de John Ford.
Warren Beatty était très intéressé par le rôle principal de Jake VanDorn. Cependant, l'acteur voulait que Paul Schrader réécrive le scénario afin qu'il soit soit le frère ou le petit ami de la fille disparue et que celle-ci soit plutôt sa sœur ou sa petite amie. Après le refus du cinéaste, Warren Beatty quitte le projet pour faire son film Le ciel peut attendre (1978).
Le tournage a lieu en Californie : San Diego, San Francisco (notamment à Telegraph Hill, Broadway), Universal City, Los Angeles (Van Nuys, aéroport international, Century City, Hollywood), West Hollywood, Glendale ou encore à Burbank. Il se déroule également dans le Michigan (Grand Rapids, Walker).